# Kingfisher (Oklahoma)
Kingfisher – miasto w Stanach Zjednoczonych, w stanie Oklahoma, siedziba administracyjna hrabstwa Kingfisher.